# Rupa (Matulji)
 Rupa  (olaszul: Ruppa) falu Horvátországban, a Tengermellék-Hegyvidék megyében. Közigazgatásilag Matuljihoz tartozik.

## Fekvése
Fiume központjától 21 km-re északnyugatra, községközpontjától 14 km-re északra a Tengermelléken, az A7-es autópálya és a szlovén határ mellett fekszik.

## Története
A településnek 1857-ben 316, 1910-ben 314 lakosa volt. 
2011-ben 350 lakosa volt.

## Lakosság
| Lakosság változása | Lakosság változása | Lakosság változása | Lakosság változása | Lakosság változása | Lakosság változása | Lakosság változása | Lakosság változása | Lakosság változása | Lakosság változása | Lakosság változása | Lakosság változása | Lakosság változása | Lakosság változása | Lakosság változása | Lakosság változása |
| ------------------ | ------------------ | ------------------ | ------------------ | ------------------ | ------------------ | ------------------ | ------------------ | ------------------ | ------------------ | ------------------ | ------------------ | ------------------ | ------------------ | ------------------ | ------------------ |
| 1857               | 1869               | 1880               | 1890               | 1900               | 1910               | 1921               | 1931               | 1948               | 1953               | 1961               | 1971               | 1981               | 1991               | 2001               | 2011               |
| 316                | 291                | 287                | 290                | 308                | 314                | 332                | 307                | 296                | 261                | 249                | 285                | 283                | 306                | 310                | 350                |

## Nevezetességei
- Szent Miklós tiszteletére szentelt temploma eredetileg a 13.-14. században épült, mai formáját az 1661-es átépítés után nyerte el.
- Közúti határátkelőhely az A7-es autópályán Szlovénia (Jelšane) felé.